# Tapixaua
Tapixaua callida es una especie de araña araneomorfa de la familia Corinnidae. Es el único miembro del género monotípico Tapixaua. Se encuentra en Brasil y Perú.